# Sandklint
Sandklint (Centaurea stoebe) är en växtart i familjen korgblommiga växter. 